# Carl Lindbom
Carl Erik Sten Lindbom, född 20 maj 2003 i Stockholm, Sverige, är en svensk ishockeymålvakt som spelar för  Färjestad BK i SHL.

## Klubblagskarriär

### Lån till Västervik
Den 5 februari 2022 skrev Lindbom på ett låneavtal med Västerviks IK i Hockeyallsvenskan. Avtalet sträckte sig till resterande del av säsongen 2021/22 och var dubbelregistrerat, vilket innebar att han kunde spela för både Västervik och Djurgården.
Han gjorde sin debut för klubben sex dagar efteråt i en 4–3-förlust mot Vita Hästen. Den 23 februari 2022 vaktade han målet när Västervik skrällde genom att slå serieledarna HV71 med 3–2 i Husqvarna Garden. Lindbom stod för en räddningsprocent på 93,10% och blev därmed hans första seger för klubben.